# Lee Wilkof
Lee Wilkof (Canton, 25 giugno 1951) è un attore statunitense, attivo in campo teatrale, televisivo e cinematografico.

## Biografia
Lee Wilkof nacque a Canton, in Ohio, figlio di Anne Louise e Darwin Wilkof e fratello di Todd e Robert Wilkof. Dopo la laurea all'Università di Cincinnati nel 1972, Wilkof si trasferì a New York, dove studiò recitazione con Austin Pendleton.
Dopo aver recitato in piccoli ruoli in televisione, nel 1982 ottenne il successo con la prima del musical La piccola bottega degli orrori nell'Off Broadway, in cui interpretava il protagonista Seymour. Da allora ha recitato regolarmente in numerosi musical a Broadway, dove debuttò nel 1986 con Sweet Charity e tornò a recitare in ruoli da caratterista in She Loves Me (1993), Kiss Me, Kate (2000), La strana coppia (2005) e Waitress (2018). Particolarmente apprezzata fu la sua interpretazione in Kiss Me, Kate, che gli valse una candidatura al Tony Award al miglior attore non protagonista in un musical. 
Rimase attivo anche nell'Off Broadway, dove nel 1991 divenne il primo interprete del ruolo di Samuel Byck in Assassins, per cui ottenne una delle sue tre candidature al Drama Desk Award. Per la sua attività teatrale nell'Off Broadway ha vinto un Obie Award. Wilkof recitò anche nei tour nazionali di musical di successo, interpretando ad esempio il Mago di Oz nella tournée di Wicked tra il 2007 e il 2008, prima di tornare a ricoprire la parte per un anno nella produzione stabile dello show a San Francisco.
Nel 2016 ha fatto il suo esordio alla regia cinematografica con il film No Pay, Nudity con Gabriel Byrne, Nathan Lane, Donna Murphy e Frances Conroy.
Wilkof è sposato dal 1984 con la pittrice Connie Grappo e la coppia ha avuto una figlia.

## Filmografia parziale

### Cinema
- Io, modestamente, Mosè (Wholly Moses), regia di Gary Weis (1980)
- Xanadu, regia di Robert Greenwald (1980)
- Entity, regia di Sidney J. Furie (1981)
- Eroe per caso (Hero), regia di Stephen Frears (1992)
- Voglia di ricominciare (This Boy's Life), regia di Michael Caton-Jones (1993)
- Funny Money - Come fare i soldi senza lavorare (The Associate), regia di Donald Petrie (1996)
- Private Parts, regia di Betty Thomas (1997)
- Innamorati cronici (Addicted to Love), regia di Griffin Dunne (1997)
- La zona grigia (The Grey Zone), regia di Tim Blake Nelson (2001)
- School of Rock, regia di Richard Linklater (2003)
- Imaginary Heroes, regia di Dan Harris (2004)
- Onora il padre e la madre (Before the Devil Knows You're Dead), regia di Sidney Lumet (2007)
- Fratelli in erba (Leaves of Grass), regia di Tim Blake Nelson (2009)
- YellowBrickRoad, regia di Jesse Holland e Andy Mitton (2010)
- Anesthesia, regia di Tim Blake Nelson (2015)

### Televisione
- Cuore e batticuore (Hart to Hart) - serie TV, 11 episodi (1979-1982)
- Ore 17: quando suona la sirena (When the Whistle Blows) - serie TV, 1 episodio (1980)
- Boomer cane intelligente (Here's Boomer) - serie TV, 1 episodio (1981)
- Oh Madeline - serie TV, 1 episodio (1983)
- Bravo Dick (Newhart) - serie TV, 2 episodi (1983-1985)
- Hunter - serie TV, 1 episodio (1985)
- Detective in pantofole (Detective in the House) - serie TV, 1 episodio (1985)
- Una gelata precoce (An Early Frost) - serie TV, 1 episodio (1985)
- Top Secret (Scarecrow and Mrs. King) - serie TV, 1 episodio (1986)
- Riptide - serie TV, 1 episodio (1986)
- Perry Mason: Assassinio in diretta (Perry Mason: The Case of the Shooting Star) - film TV (1986)
- Giudice di notte (Night Court) - serie TV, 1 episodio (1987)
- Matlock - serie TV, 1 episodio (1987)
- Max Headroom - serie TV,  13 episodi (1987-1988)
- Il cane di papà (Empty Nest) - serie TV, 1 episodio (1988)
- Caro John (Dear John) - serie TV, 1 episodio (1989)
- Doogie Howser - serie TV, 2 episodi (1989-1990)
- Cop Rock - serie TV, 1 episodio (1990)
- Sisters - serie TV, 1 episodio (1991)
- Law & Order - I due volti della giustizia (Law & Order) - serie TV, 6 episodi (1991-2010)
- Agli ordini papà (Major Dad) - serie TV, 1 episodio (1992)
- Room for Two - serie TV, 1 episodio (1992)
- Civil Wars - serie TV, 3 episodi (1992)
- 100 Centre Street - serie TV, 2 episodi (2001)
- West Wing - Tutti gli uomini del Presidente (The West Wing) - serie TV, episodio 2x20 (2001)
- Ally McBeal - serie TV, 7 episodi (1998-2002)
- Curb Your Enthusiasm - serie TV, 1 episodio (2004)
- Senza traccia (Without a Trace) - serie TV, 1 episodio (2004)
- Law & Order: Criminal Intent - serie TV, 1 episodio (2005)
- High Maintenance - serie TV, 2 episodi (2007)
- Alpha House - serie TV, 4 episodi (2014)
- La fantastica signora Maisel (The Marvelous Mrs. Maisel) - serie TV, 1 episodio (2018)
- Law & Order - Unità vittime speciali (Law & Order: Special Victims Unit) - serie TV, 1 episodio (2019)
- The Sinner - serie TV, 1 episodio (2020)

### Doppiaggio
- Tom & Jerry Kids - serie TV, 1 episodio (1993)
- Dream On - serie TV, 1 episodio (1996)

### Regia
- No Pay, Nudity (2016)

## Doppiatori italiani
Nelle versioni in italiano delle opere in cui ha recitato, Lee Wilkof è stato doppiato da:
- Oliviero Corbetta in Law & Order: Criminal Intent, Anesthesia
- Franco Zucca in School of Rock
- Raffaele Fallica in Ally McBeal (ep. 1x12, 5x05)
- Bruno Slaviero in Ally McBeal (ep. 1x23, st. 2)
- Antonio Ballerio in Ally McBeal (ep. 5x15)
- Luciano Roffi in Onora il padre e la madre
- Franco Mannella in Fratelli in erba